# Stéphane Faatiarau
Stéphane Faatiarau, né le 13 mars 1990, est un footballeur international tahitien, évoluant au poste de défenseur au sein du club de l'AS Central Sport depuis 2015.

## Carrière
Joueur de l'AS Tefana puis de l'AS Central Sport et international tahitien à douze reprises entre 2010 et 2013, Stéphane Faatairau participe à la Coupe des Confédérations 2013, jouant qu'un match en tant que remplaçant contre le Nigeria pour les Toa Aito mais ne pouvant pas empêcher l'élimination au premier tour. 
Auparavant, il participe avec les moins de 20 ans à la Coupe du monde des moins de 20 ans 2009, battu au premier tour puis avec les A à la Coupe de l'Outre-Mer 2010 et aux Jeux du Pacifique 2011 ainsi qu'aux éliminatoires des Coupes du monde 2014.
| But international de Stéphane Faatiarau | But international de Stéphane Faatiarau | But international de Stéphane Faatiarau | But international de Stéphane Faatiarau           | But international de Stéphane Faatiarau | But international de Stéphane Faatiarau | But international de Stéphane Faatiarau | But international de Stéphane Faatiarau |
| 0                                       | Date                                    | Sélection                               | Lieu                                              | Adversaire                              | Score                                   | Résultats                               | Compétitions                            |
| --------------------------------------- | --------------------------------------- | --------------------------------------- | ------------------------------------------------- | --------------------------------------- | --------------------------------------- | --------------------------------------- | --------------------------------------- |
| 1                                       | 5 septembre 2011                        | 7                                       | Stade Victorin-Boewa, Boulari, Nouvelle-Calédonie | Kiribati                                | 12-1                                    | 17-1                                    | Jeux du Pacifique de 2011 (1er tour)    |